# Greater Than a Crown
Greater Than a Crown è un film muto del 1925 diretto da Roy William Neill.
Il romanzo di Victor Bridges (New York 1919) era già stato portato sullo schermo dalla Fox nel 1921 con il film The Lady from Longacre che, diretto da George Marshall, aveva come interpreti William Russell e Mary Thurman.

## Trama
A Londra, il ricco americano Tom Conway salva una ragazza aggredita in strada da alcuni sconosciuti. Insieme all'amico Tiger Buggs porta la giovane, che si presenta come Isabel Francis, a casa di un'amica, l'attrice Molly Montrose. Il giorno dopo, però, Molly scopre che la ragazza è sparita e, insieme a lei, sono spariti anche alcuni gioielli. Tom crede a questo punto che Isabel sia una ladra. In seguito, però, viene a sapere che è invece la principessa di Lividia, scappata dal suo paese per evitare il matrimonio con re Danilo. Anche Danilo si trova a Londra, dove entra a far parte della schiera degli ammiratori di Molly. Danilo e Isabel sono rapiti da agenti segreti di Lividia che li riportano nel loro paese per costringerli a sposarsi. La cerimonia viene impedita dall'arrivo di Tom e Molly: Danilo rivela di essere già sposato segretamente con Molly e, finalmente, Isabel è libera di sposare Tom.

## Produzione
Il film fu prodotto dalla Fox Film Corporation.

## Distribuzione
Il copyright del film, richiesto dalla Fox Film Corp., fu registrato il 19 luglio 1925 con il numero LP 21687.
Distribuito dalla Fox Film Corporation, il film - presentato da William Fox - uscì nelle sale cinematografiche USA il 12 luglio 1925. In Portogallo fu distribuito il 28 marzo 1927 con il titolo Pela Pátria .